# Válečkové graffiti

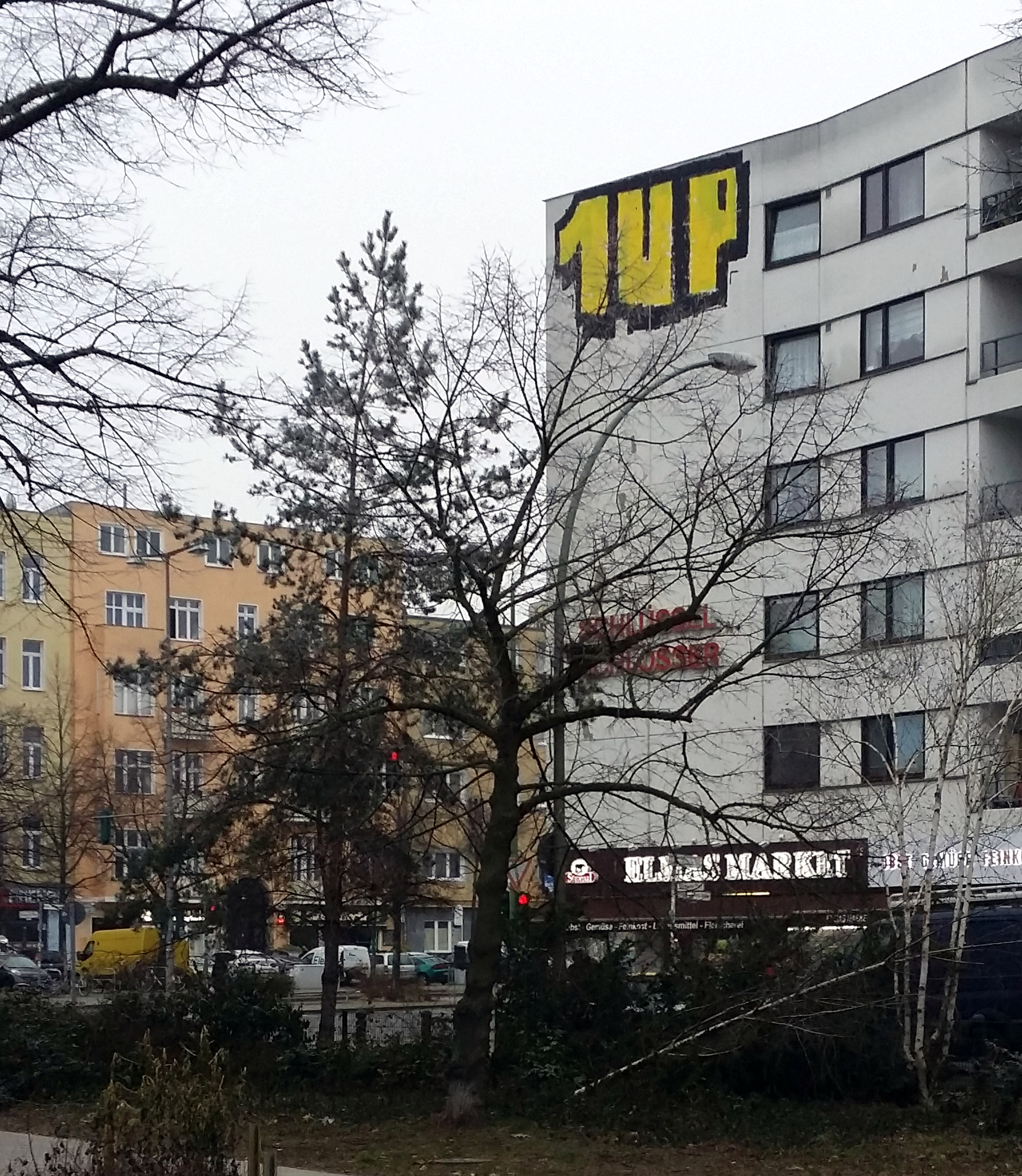
Nápis „1UP“ vytvořený pomocí techniky použití malířského válečku.

Válečkové graffiti (anglicky roller graffiti, rusky роликовое граффити) je označení pro techniku tvorby všech tří základních druhů graffiti za pomoci malířského válečku a barvy z kbelíku. Oproti tvoření za pomoci použití spreje má použití válečku výhodu, že lze použít prodlouženou násadu, které zpřístupňuje plochy, na které by šlo tvořit díla pouze s pomocí žebříku.

## Definice
Za válečkové graffiti se považuje graffiti provedené buď zcela nebo částečně za pomoci malířského válečku a barvy z kbelíku. Tato technika umožňující využití prodloužené násady zpřístupňuje autorovi plochu, na kterou by s pomocí spreje musel disponovat žebříkem či slaňovacím zařízením. Autoři aplikující tuto techniku obvykle kombinují viditelnost místa, velikost i strukturu písma tak, aby bylo snadno čitelné. Z takového důvodu si vybírají velké plochy.

## Druhy graffiti tvořené pomocí této techniky
Pro samotnou techniku je nejtypičtější tvoření velkých snadno čitelných pieců, avšak autoři produkují za pomocí tohoto způsobu i tagy a throw upy.